# Bucknell, Shropshire
Bucknell är en ort och civil parish i Storbritannien.   Den ligger i grevskapet Shropshire i riksdelen England, i den södra delen av landet, 210 km väster om huvudstaden London. Bucknell ligger 209 meter över havet och antalet invånare är 642.
Terrängen runt Bucknell är kuperad västerut, men österut är den platt. Terrängen runt Bucknell sluttar österut. Runt Bucknell är det ganska tätbefolkat, med 70 invånare per kvadratkilometer. Närmaste större samhälle är Ludlow, 16,1 km öster om Bucknell. Trakten runt Bucknell består i huvudsak av gräsmarker.